# Coalgèbre
En mathématiques, la notion de coalgèbre est une notion duale de celle d'algèbre sur un anneau ou sur un corps. Informellement, une algèbre A est un espace vectoriel (ou un {\displaystyle \mathbb {K} }-module) qui est muni en plus d'une multiplication, c'est-à-dire d'une application qui compose deux éléments de A pour en construire un troisième. Une coalgèbre C est donc un espace vectoriel (ou un {\displaystyle \mathbb {K} }-module) muni d'une comultiplication, c'est-à-dire-d'une application qui prend un élément de C et qui en retourne deux.

## Définition formelle
Soit K un corps. Une coalgèbre C sur K est un K-espace vectoriel muni de deux applications K-linéaires {\displaystyle \Delta :C\to C\otimes C} et {\displaystyle \epsilon :C\to K} telles que :
1. {\displaystyle (\mathrm {id} _{C}\otimes \Delta )\circ \Delta =(\Delta \otimes \mathrm {id} _{C})\circ \Delta }
2. {\displaystyle (\mathrm {id} _{C}\otimes \epsilon )\circ \Delta =\mathrm {id} _{C}=(\epsilon \otimes \mathrm {id} _{C})\circ \Delta }.

L'application {\displaystyle \Delta } s'appelle le coproduit, et {\displaystyle \epsilon } la counité. La première condition s'appelle la coassociativité (notion duale de l'associativité dans les anneaux), et la deuxième est l'analogue de la relation que vérifie l'unité (l'élément neutre de la multiplication) dans un anneau.

## Relation avec les algèbres
La notion de coalgèbre est duale de celle d'algèbre, dans le sens où le dual linéaire de l'espace vectoriel sous-jacent à une coalgèbre C possède une structure naturelle d'algèbre induite par le coproduit de C. En effet, soient f, g deux éléments du dual de C. En posant {\displaystyle \Delta (x)=\sum x^{(1)}\otimes x^{(2)}} pour tout x de C, on définit le produit de f et de g par : 
Le fait que {\displaystyle \Delta } soit coassociatif est exactement la condition qui garantit que {\displaystyle \star } est associatif.
À l'inverse, si A est une algèbre de dimension finie, alors le dual de A possède une structure naturelle de coalgèbre. En effet, la multiplication de A peut être vue comme une application {\displaystyle \mu :A\otimes A\longrightarrow A}. En passant au dual, on obtient une application {\displaystyle \mu ^{*}:A^{*}\longrightarrow (A\otimes A)^{*}} définie par 
Or, si A est de dimension finie, il existe un isomorphisme naturel {\displaystyle (A\otimes A)^{*}\cong A^{*}\otimes A^{*}}, donc {\displaystyle \mu ^{*}} définit un coproduit, la coassociativité découlant de l'associativité de {\displaystyle \mu }.

## Exemple
- Si E est un K-espace vectoriel de base {\displaystyle \{e_{i}\}_{i\in I}}, alors on définit un coproduit en posant {\displaystyle \Delta (e_{i})=e_{i}\otimes e_{i}} et en l'étendant linéairement à tout E.